# بريتون وودز

عدد البلدان التي تعاني من أزمة مصرفية في كل عام منذ عام 1800. والميزة الدرامية لهذا الرسم البياني هي الغياب الفعلي للأزمات المصرفية خلال فترة اتفاقية بريتون وودز ، 1945 إلى 1971.

اتفاقية بريتون وودز (بالإنجليزية: Bretton Woods)‏ الاسم الشائع لمؤتمر النقد الدولي الذي انعقد من 1 إلى 22 يوليو 1944 في غابات بريتون في نيوهامبشر بالولايات المتحدة الأمريكية. وقد حضر المؤتمر ممثلون لأربع وأربعين دولة. وقد وضعوا الخطط من أجل استقرار النظام العالمي المالي وتشجيع إنماء التجارة بعد الحرب العالمية الثانية. وتمنى الممثلون إزالة العقبات على المدى الطويل بشأن الإقراض والتجارة الدولية والمدفوعات. وقد رفع مؤتمر غابات بريتون خططه إلى منظمتين دوليتين هما: صندوق النقد الدولي والبنك الدولي للإنشاء والتعمير. وقد عمل الصندوق على تشجيع الاستقرار المالي الدولي وذلك من خلال توفير المساعدات قصيرة الأجل لمساعدة الأعضاء الذين يواجهون عجزًا في ميزان المدفوعات، وقد أعطى البنك قروضًا دولية ذات آجال طويلة خاصة للدول ذات النمو المتدني.

## تاريخ
تم الاتفاق في تاريخ 1 إلى 22 يوليو 1944 بثبيت عملات أجنبية مقابل الدولار حيث تم تحديد الدولار بسعر 35 دولاراً مقابل أونس من الذهب. في عام 1967, رفض مصرف في شيكاغو منح قرضٍ بالجنية الإسترليني لأستاذ جامعي اسمه ميلتون فريدمان لأنه كان ينوي استعمال الأموال لإنقاص العملة البريطانية. رفض المصرف منح القرض كان بسبب اتفاقية بريتون وودز.

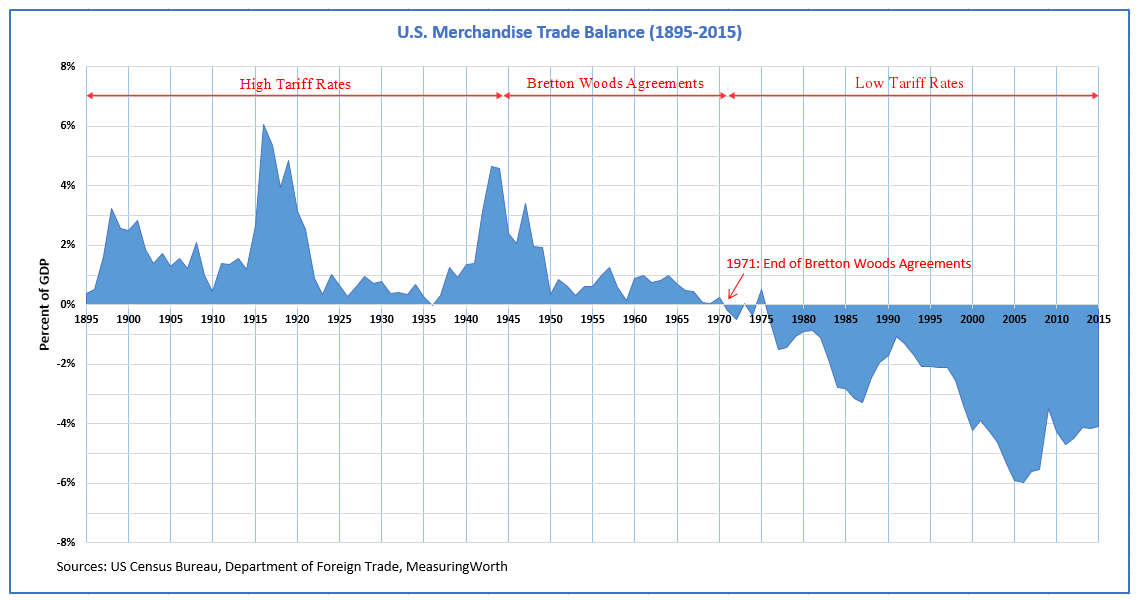

هدفت هذه الاتفاقية لتأسيس استقرار مالي دولي بمنع تبادل العملات بين البلدان, والحد من المضاربة في العملات الدولية. قبل بريتون وودز, قاعدة تبادل الذهب—في غاية الأهمية بين 1876 والحرب العالمية الأولى—تحكم في النظام الاقتصادي الدولي. تحت تبادل الذهب, تمتعت العملات بعصر جديد من الاستقرار بسبب دعم سعر الذهب لها.
لكن, قاعدة تبادل الذهب كان بها نقطة ضعف تتمثل في أنماط من الازدهار - التعسر. مع تقوية الاقتصاد, قد يستورد الكثير قبل أن يقل المخزون من الذهب المطلوب لدعم العملة. نتيجة لذلك, يقل تدفق المال وتتصاعد أسعار الفائدة ويتباطأ النشاط الاقتصادي لنقطة الركود. في النهاية, تتأثر أسعار السلع وتبدو جذابة لغيرها من البلدان, التي قد تسرع في شراء محموم يعزز الاقتصاد بالذهب حتى يزيد من النقد المتداول, ويدفع لخفض سعر الفائدة ويستعيد الثراء للاقتصاد. مثل هذه الأنماط من الازدهار - التعسر السائدة طوال فترة قاعدة الذهب حتى الحرب العالمية الأولى أوقفت مؤقتاً التدفق التجاري وحرية حركة الذهب.
لقد تأسست اتفاقية برتون وودز بعد الحرب العالمية الثانية, من أجل استقرار سوق الفوركس وتنظيمه. وافقت البلدان المشاركة على المشاركة في المحافظة على قيمة عملتها في نطاق هامش ضيق مقابل الدولار وسعر مماثل من الذهب عند الحاجة. لقد ربح الدولار مركزاً بعلاوة كعملة مرجعية, يعكس التغير في الاقتصاد العالمي من هيمنة أوروبا إلي الولايات المتحدة الأمريكية. لقد منعت الدول من تخفيض قيمة عملاتها لتستفيد تجارتها الخارجية ولم يسمح لها إلا بتخفيض عملاتها بنسبة أقل من 10%. الحجم الكبير من المتاجرة في الفوركس دولياً أدت إلي تحركات ضخمة لرأس المال, التي نتجت عن العمران بعد الحرب خلال الخمسينات, وأدت هذه التحركات إلي عدم استقرار سعر الفوركس الذي وطده ببرتون وودز.

1971رحبت بالتخلي عن برتون وودز بحيث لا يعد من الممكن تبادل الدولار بالذهب. بحلول عام 1973, سيطرت قوة العرض والطلب على عملات الدول الصناعية الكبرى, التي يتم تداولها الآن بحرية أكبر بين الدول. يتم تداول الأسعار يومياً, بأحجام, بسرعة وتأثر سعري بازديادها جميعاً طوال السبعينات, وأدوات مالية جديدة, مع ظهور سوق غير منظم وتحرير تجاري.

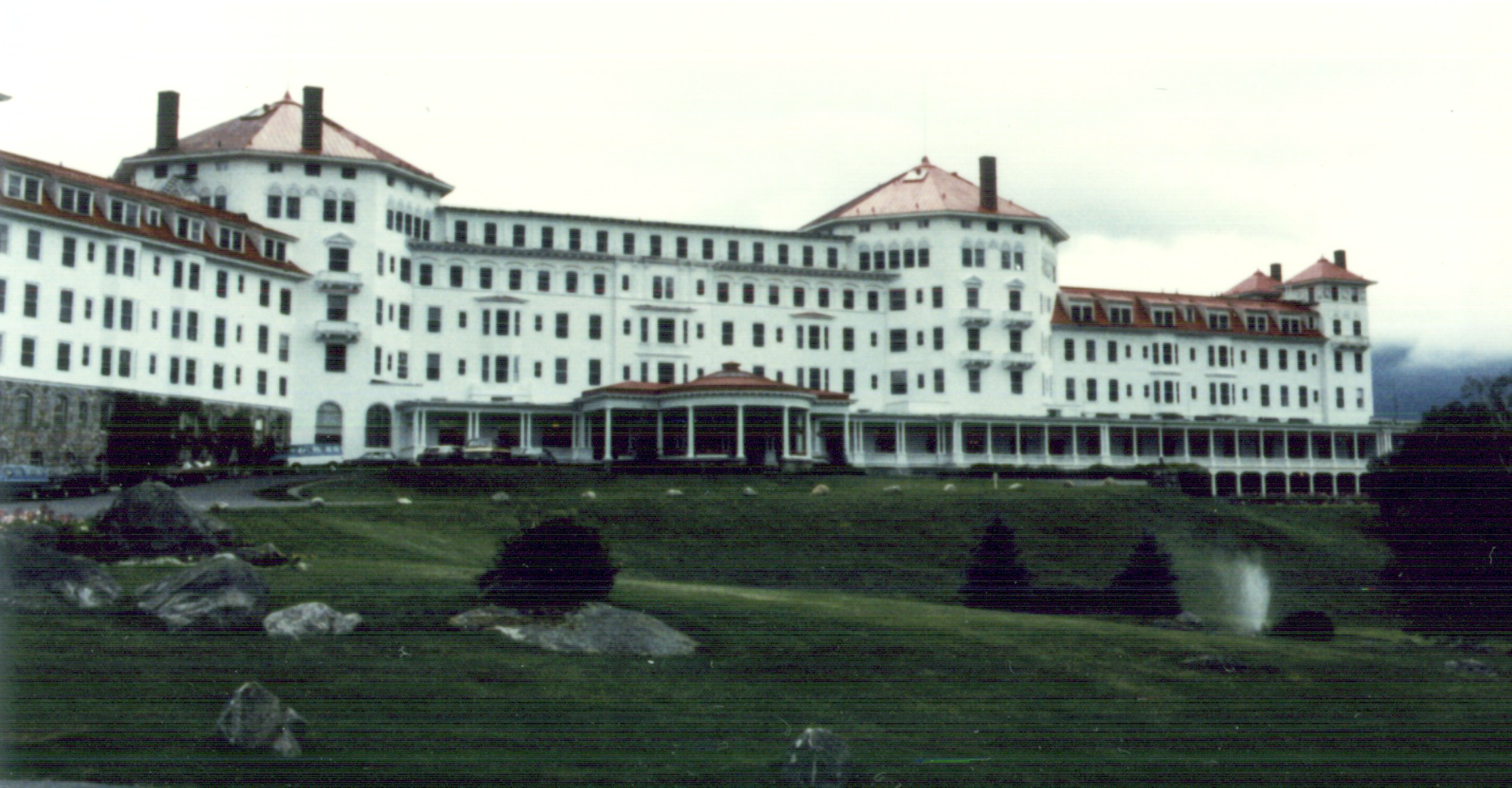
فندق مونت واشنطن حيث عقد المؤتمر الشهير

المكان الذي انعقد فيه المؤتمر والذي أدى في عام 1944 إلى تأسيس نظام الصرف الأجنبي في مرحلة ما بعد الحرب وظل هذا النظام متماسكاً إلى أوائل السبعينات. ونتج عن المؤتمر إنشاء صندوق النقد الدولي (IMF). كما ثبت النظام العملات في نظام ثابت للصرف الأجنبي بنسبة تذبذب 1% للعملة بالنسبة للذهب أو الدولار.
لقد تأسست الاتفاقية من أجل استقرار سوق الفوركس وتنظيمه. وافقت البلدان المشاركة على المشاركة في المحافظة على قيمة عملتها في نطاق هامش ضيق مقابل الدولار وسعر مماثل من الذهب عند الحاجة. لقد ربح الدولار مركزاً بعلاوة كعملة مرجعية، يعكس التغير في الاقتصاد العالمي من هيمنة أوروبا إلي الولايات المتحدة الأمريكية. لقد منعت الدول من تخفيض قيمة عملاتها لتستفيد تجارتها الخارجية ولم يسمح لها إلا بتخفيض عملاتها بنسبة أقل من 10%. الحجم الكبير من المتاجرة في الفوركس دوليًأ أدى إلى تحركات ضخمة لرؤوس المال، التي نتجت عن العمران بعد الحرب خلال الخمسينات، وأدت هذه التحركات إلي عدم استقرار سعر الفوركس الذي وطده ببرتون وودز.